# Arthur Häggblad
Arthur Häggblad, född 14 juni 1908 i Nordmalings socken, död 16 juni 1989, var en svensk längdåkare på 1930- och 1940-talen, som tävlade för IFK Umeå. Han vann Vasaloppet fyra gånger: 1933, 1935, 1937 och 1940. Vid Vasaloppet 1938 kom han trea i mål men blev diskad för att bytt ut sina felvallade skidor vid Mångsbodarna. Därtill ingick han också i det svenska stafettlag som tog brons på 4x10 kilometer vid olympiska vinterspelen 1936 i Garmisch-Partenkirchen.
Arthur Häggblad var son till posttjänstemannen Anders Häggblad. Han arbetade ursprungligen som skogsarbetare men innehade från 1941 en sportaffär i Stockholm.
Inte minst gjorde sig Häggblad känd för sin förmåga till slagkraftiga uttalanden. Till sin karaktär var Häggblad känd för att vara ganska snarstucken som Vasaloppet 1938 när han svarade "Valla och prova och åk själv gubbdjävul, får du känna på" på frågan "Hur går det?" i Evertsberg. Frågan ställdes av den för Häggblad okände mannen som visade sig vara landshövding Bernhard Eriksson. En annan gång i en radiointervju fick han frågan om han hade någon hälsning till lyssnarna, och svarade då: "Ja, skidlöpning är ett hundliv, jag önskar jag vore död. Hälsa till vem fan som helst."
Häggblad figurerar i dokumentärfilmen De sista skidåkarna (1988) Andra medverkande inkluderar: Gustaf "Husum" Jonsson, Lars Theodor Jonsson, Nils ”Mora-Nisse” Karlsson, Sven Selånger, med flera. Filmen har den alternativa titeln "Förra tidens människa". Han blev även svensk mästare på 15 kilometer 1935 och på 50 kilometer 1937, samt ingick i IFK Umeås stafettlag som blev svenska mästare 1935.